# توزیع کننده خدمات اینترنتی
توزیع‌کننده خدمات اینترنتی یا آی. اس. دی. پی واسطه دسترسی رسانندگان خدمات اینترنتی (ISPها) با شرکت ارتباطات زیر ساخت هستند.
این شرکت‌ها علاوه بر ارائه خدمات دسترسی شبیه شرکت‌های ISP، مجاز به ارائه و توزیع عمده پهنای باند اینترنتی به شرکت‌های ISP و بین شرکت‌های ISDP در محدوده جغرافیایی فعالیت خود هستند.
مدت اعتبار پروانه ISDP دو ساله با قابلیت تمدید بوده و محدوده فعالیت جغرافیایی آن استانی است.
بر اساس ضوابط سازمان تنظیم مقررات و ارتباطات رادیویی، حداقل پهنای باند لازم برای شرکت‌های توزیع‌کننده خدمات اینترنت در استانهای بزرگ 50Mbps و استانهای متوسط 30Mbps و استانهای کوچک 10Mbps تعیین شده‌است.
قلمرو فعالیت دارندگان این پروانه استانی می‌باشد. در حال حاضر تعداد ۲۶۷ پروانه استانی به ۱۱۸ شرکت فعال در این عرصه ارائه گشته است. معدودی از شرکت‌ها دارای مجوز در سطح کشوری یا چند استان می‌باشند.

## تعاریف
توزیع کننده: شرکت ارائه دهنده پهنای باند اینترنت به عرضه کنندگان (رسانندگان)
عرضه‌کننده (ISP): شرکت ارائه‌کننده خدمات اطلاع رسانی و اینترنتی به بهره برداران نهایی (کاربران)
بهره بردار نهایی: شخص حقیقی یا حقوقی که صرفاً استفاده‌کننده از خدمات اینترنت می‌باشد و حق واگذاری این خدمات به غیر را به عنوان کسب درآمد ندارد.

## فهرست ۵ رتبه اول شرکتهای ISDP براساس گستردگی پوشش کشوری
- ۳۱ استان:

شرکت داده گستر عصر نوین (های وب)
شرکت گسترش ارتباطات مبنا (گام نت)
- ۲۶ استان:

شرکت آریا رسانه تدبیر (شاتل)
- ۱۰ استان:

شرکت انتقال داده‌های ندا گستر صبا (صبانت)
- ۹ استان:

شرکت بین‌المللی توسعه ارتباطات نوین آریا
- ۸ استان:

شرکت انتقال داده‌های آسیاتک
- ۶ استان:

شرکت پیشگامان توسعه ارتباطات
شرکت پارسان لین (پارس آنلاین)
شرکت مهرگان دانش‌پژوه (سپنتا)